# Phidippus texanus
Phidippus texanus es una especie de araña araneomorfa del género Phidippus, familia Salticidae. Fue descrita científicamente por Banks en 1906.
Habita en los Estados Unidos y México.